# Consejo Autónomo de Hebei Oriental
El Gobierno Autónomo de Hebei Oriental (en chino tradicional, 冀東自治政府; pinyin, Jì dōng zìzhì zhèngfǔ, en japonés: 河北省東自治政府, romanizado: Kawakita shō Higashi jichi seifu), también conocido como Gobierno Autónomo Anticomunista de Hebei Oriental fue un estado títere establecido por el Imperio japonés.

## Historia
Después de la creación de Manchukuo y la posterior acción militar del Ejército Imperial Japonés, que puso al noreste de China al este de la Gran Muralla bajo control japonés, el Imperio del Japón y la República de China firmaron la Tregua de Tanggu, que estableció una zona desmilitarizada al sur del país. La Gran Muralla, que se extiende desde Tianjin hasta Beiping (Pekín). Bajo los términos de la tregua y el posterior Acuerdo He-Umezu de 1935, esta zona desmilitarizada también fue purgada de la influencia política y militar del gobierno del Kuomintang de China.
El 15 de noviembre de 1935, el administrador local chino de los 22 condados de la provincia de Hopei, Yin Ju-keng, proclamó que los territorios bajo su control eran autónomos. Diez días después, el 25 de noviembre, proclamó que eran independientes de la República de China y que tenían su capital en Tongzhou. El nuevo gobierno firmó inmediatamente tratados económicos y militares con Japón. El Cuerpo de Preservación de la Paz de la Zona Desmilitarizada que había sido creado por la Tregua de Tanggu fue disuelto y reorganizado como el Ejército de Hebei Oriental con apoyo militar japonés. El objetivo japonés era establecer una zona de amortiguamiento entre Manchukuo y China, pero el régimen colaboracionista projaponés fue visto como una afrenta por parte del gobierno chino y una violación de la tregua de Tanggu.

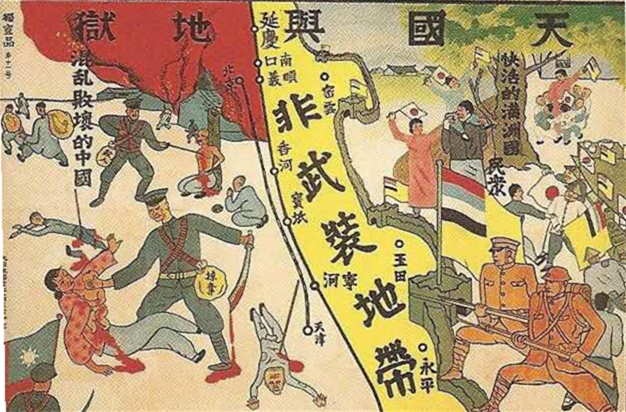
Propaganda japonesa sobre el Cuerpo de Preservación de la Paz de la Zona Desmilitarizada.

El gobierno autónomo de Hebei Oriental recibió una respuesta en forma del gobierno político Hebei-Chahar del general Song Zheyuan, que estaba bajo el gobierno de Nanjing, lanzado el 18 de diciembre de 1935. Soldados chinos permanecieron en el área.
En julio de 1936, estalló un levantamiento campesino contra el Gobierno Autónomo de Hebei Oriental en el distrito de Miyun. Dirigidos por un viejo sacerdote taoísta, los rebeldes fueron organizados por la Sociedad de la Arena Amarilla y lograron derrotar a una unidad del Ejército de Hopei Oriental que fue enviada para reprimirlos. A partir de entonces, el Ejército Imperial Japonés se movilizó para sofocar el levantamiento, derrotando a los rebeldes campesinos en septiembre. Unos 300 insurgentes fueron asesinados o heridos en los combates.
El gobierno de Hebei Oriental sobrevivió al motín de Tungchow a fines de julio de 1937 antes de ser absorbido por el gobierno provisional colaboracionista de China en febrero de 1938.